# トゥゲザー (ジョニー&エドガー・ウィンターのアルバム)
『トゥゲザー』（Together）は、ジョニー・ウィンターとエドガー・ウィンターの兄弟が1976年に連名で発表したライブ・アルバム。両名が当時所属していたレーベル、ブルー・スカイ・レコードから発売された。
日本盤には「ウィンター・ファミリー・ライブ」と副題が付けられていた。

## 解説
1975年に行われた共演ライブのうち、カリフォルニア州のスウィング・オーディトリアムとサンディエゴ・スポーツ・アリーナで録音された音源が使用され、ジョニー名義のライブ・アルバム『狂乱のライヴ』（1976年）にも同じ会場での録音が含まれている。ジョニーとエドガーのバンドの全メンバーが参加しているが、ベースはランディ・ジョー・ホブスが単独で担当し、当時エドガー・ウィンター・グループのベーシストだったダン・ハートマンはピアノを弾いた。収録曲は全曲ともカヴァーで、エドガーは本作を「私達がティーンエイジャーの頃に演奏してきた曲を取り上げた」と説明している。
マイケル・B・スミスはオールミュージックにおいて5点満点中4.5点を付け「最初から最後まで、エドガーとジョニーはロックンロールで楽しい時間を過ごし、その幸福感がリスナーにも伝わってくる」と評している。

## 収録曲
1. ハーレム・シャッフル - "Harlem Shuffle" (Bob Relf, Earl Nelson) - 3:56
2. ソウル・マン - "Soul Man" (David Porter, Isaac Hayes) - 3:01
3. ふられた気持ち - "You've Lost That Lovin' Feelin'" (Barry Mann, Cynthia Weil, Phil Spector) - 5:18
4. ロックンロール・メドレー - "Rock & Roll Medley" - 6:17
  1. スリッピン&スライディン - "Slippin' and Slidin'" (Richard Penniman, Edwin Bocage, Al Collins, James Smith)
  2. 監獄ロック - "Jailhouse Rock" (Jerry Leiber, Mike Stoller)
  3. トゥッティ・フルッティ - "Tutti Frutti" (R. Penniman, Dorothy LaBostrie)
  4. シック&タイアード - "Sick & Tired" (Chris Kenner, Dave Bartholomew)
  5. アイム・レディ - "I'm Ready" (Pearl King, Ruth Durand, Joe Robichaux)
  6. リーリン&ロッキン - "Reelin' & Rockin'" (Chuck Berry)
  7. ブルー・スエード・シューズ - "Blue Suede Shoes" (Carl Perkins)
  8. ジェニー・テイク・ア・ライド - "Jenny Take a Ride" (Enotris Johnson, R. Penniman, Bob Crewe)
  9. グッド・ゴリー・ミス・モリー "Good Golly Miss Molly" (Robert Blackwell, John Marascalco)
5. レット・ザ・グッド・タイムズ・ロール - "Let the Good Times Roll" (Leonard Lee) - 3:31
6. マーシー・マーシー - "Mercy, Mercy" (Don Covay, Ronald Miller) - 4:09
7. ベイビー、ホワッチャ・ウォント・ミー・トゥ・ドゥ - "Baby, What'Cha Want Me to Do" (Jimmy Reed) - 11:08

## 参加ミュージシャン
- ジョニー・ウィンター - ボーカル、ギター
- エドガー・ウィンター - ボーカル、サクソフォーン
- フロイド・ラドフォード - ギター
- リック・デリンジャー - ギター、バッキング・ボーカル
- ダン・ハートマン - ピアノ、バッキング・ボーカル
- ランディ・ジョー・ホブス - ベース、バッキング・ボーカル
- リチャード・ヒューズ - ドラムス
- チャック・ラフ - ドラムス